# Semitocossus johannes
Semitocossus johannes is een vlinder uit de familie van de Houtboorders (Cossidae). De wetenschappelijke naam van de soort is voor het eerst gepubliceerd in 1899 door Otto Staudinger.
De soort komt voor in Zuidwest-Turkije, Israël en Jordanië.